# Rhytisma (dier)
Rhytisma is een geslacht van neteldieren uit de klasse van de Anthozoa (bloemdieren).

## Soorten
- Rhytisma fulvum (Forskål, 1775)
- Rhytisma fuscum (Thomson & Henderson, 1906)
- Rhytisma monticulum (Verseveldt, 1982)
- Rhytisma rubiginosum (Verseveldt, 1969)